# Raphimastax sylvatica
Raphimastax sylvatica är en insektsart som beskrevs av Marius Descamps 1971. Raphimastax sylvatica ingår i släktet Raphimastax och familjen Euschmidtiidae. Inga underarter finns listade i Catalogue of Life.